# 20th Century Masters – The Millennium Collection: The Best of Eric Clapton
20th Century Masters – The Millennium Collection: The Best of Eric Clapton ist ein Kompilationsalbum des britischen Rockmusikers Eric Clapton und stammt aus der Millennium-Collection-Reihe von Universal.
Es erschien am 15. Juni 2004 unter dem Label Polydor Records und wurde von Glyn Johns und Tom Dowd produziert. Das Album enthält elf Titel, die Clapton als Solokünstler und gemeinsam mit seiner Band Derek and the Dominos in den 1970er Jahren veröffentlichte.

## Titelliste
| Nr.          | Titel                                         | Autor(en)                              | Länge |
| ------------ | --------------------------------------------- | -------------------------------------- | ----- |
| 1.           | I Shot the Sheriff                            | Bob Marley                             | 4:26  |
| 2.           | After Midnight                                | J.J. Cale                              | 2:53  |
| 3.           | Knockin’ on Heaven’s Door                     | Bob Dylan                              | 4:24  |
| 4.           | Wonderful Tonight                             | Eric Clapton                           | 3:45  |
| 5.           | Layla (mit Derek and the Dominos)             | Eric Clapton, Jim Gordon               | 7:06  |
| 6.           | Cocaine                                       | J.J. Cale                              | 3:40  |
| 7.           | Lay Down Sally                                | Eric Clapton, George Terry, Marcy Levy | 3:55  |
| 8.           | Bell Bottom Blues (mit Derek and the Dominos) | Eric Clapton                           | 5:04  |
| 9.           | Promises                                      | Richard Feldman, Roger Linn            | 3:03  |
| 10.          | Let It Rain                                   | Eric Clapton, Bonnie Bramlett          | 5:03  |
| 11.          | Let It Grow                                   | Eric Clapton                           | 4:58  |
| Gesamtlänge: | Gesamtlänge:                                  | Gesamtlänge:                           | 48:17 |

## Rezeption und Chartplatzierungen
Kritiker Stephen Thomas Erlewine von der Musikwebsite Allmusic bezeichnet die Kompilation als „exzellente Destillation“ der besten Clapton-Lieder aus den 1970er Jahren. Obwohl einige Hits auf dem Album fehlen, werden sie nicht vermisst werden, meinte Erlewine weiter. Abschließend vermerkte er, dass die Kompilation „vollständig und genießbar“ sei. Er vergab 4.5 der 5 möglichen Bewertungseinheiten für das Album. Common Sense Media bewertete die Qualität des Albums mit 5 von 5 Sternen.
Das Kompilationsalbum belegte sowohl Platz 4 der Billboard Top-Pop-Catalog- als auch Platz 230 der Billboard Top-Internet-Albums-Chart. Weiter positionierte sich das Album auf Rang 66 der Billboard 200.

## Auszeichnungen für Musikverkäufe
| Land/Region               | Auszeichnungen für Musikverkäufe (Land/Region, Auszeichnung, Verkäufe) | Verkäufe  |
| ------------------------- | ---------------------------------------------------------------------- | --------- |
| Vereinigte Staaten (RIAA) | —                                                                      | 1.304.000 |
| Insgesamt                 | —                                                                      | 1.304.000 |

Hauptartikel: Eric Clapton/Auszeichnungen für Musikverkäufe